# Businessplan-Wettbewerb Berlin-Brandenburg

Logo

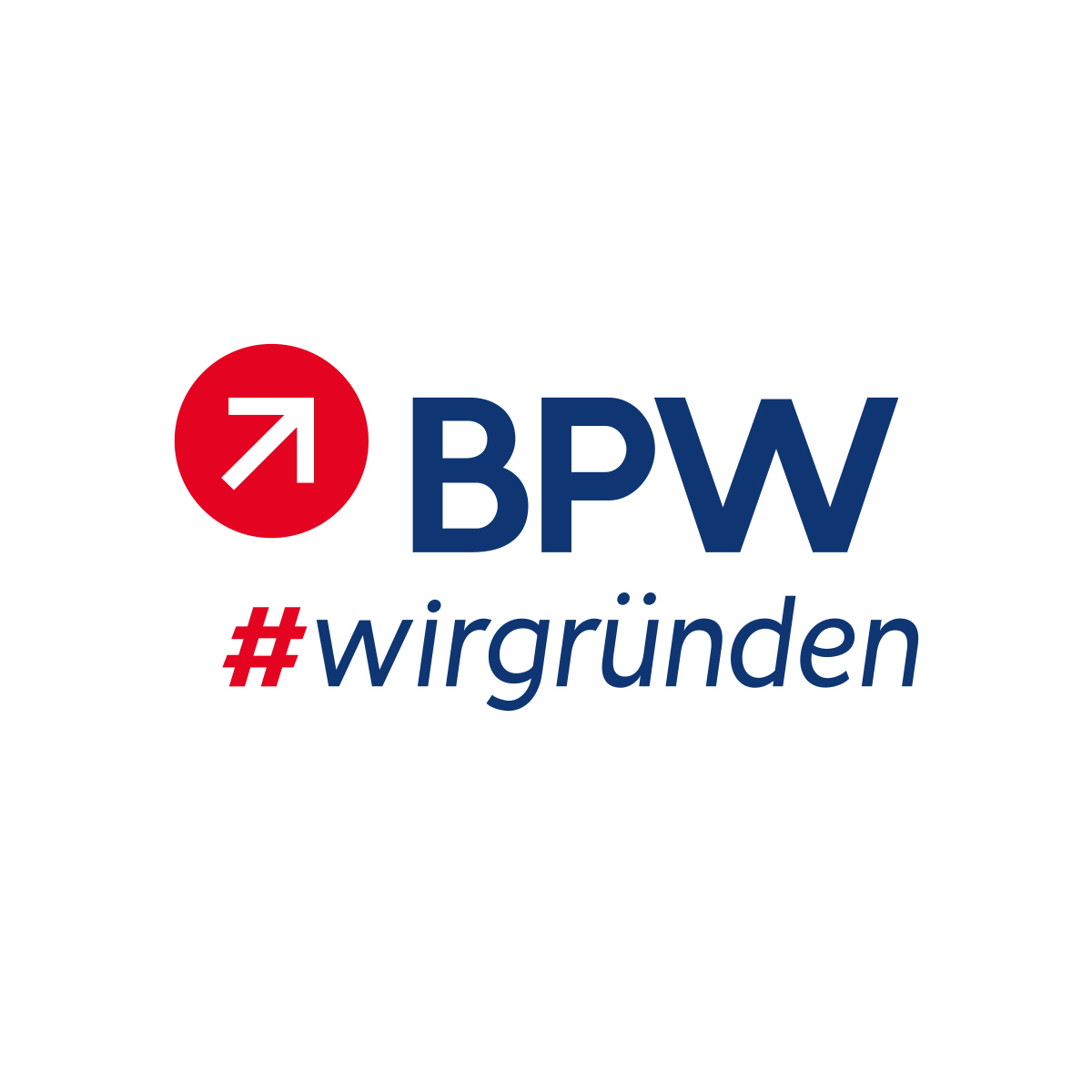
Motiv BPW 2019

Der Businessplan-Wettbewerb Berlin-Brandenburg (BPW) ist Deutschlands größte regionale Existenzgründungsinitiative. Schirmherren der Initiative sind der Senator für Wirtschaft, Energie und Betriebe Berlin und der Minister für Wirtschaft und Energie des Landes Brandenburg. Organisiert wird der BPW als länderübergreifende Initiative gemeinsam von der Investitionsbank Berlin (IBB), der Investitionsbank des Landes Brandenburg (ILB) sowie den Unternehmensverbänden in Berlin und Brandenburg (UVB). Träger der Initiative sind die Hochschulen in Berlin und Brandenburg. Der BPW unterstützt Gründer bei der Erstellung von Geschäftskonzepten und fördert so erfolgreiche und nachhaltige Unternehmensgründungen in der Region Berlin-Brandenburg. Der Businessplan-Wettbewerb Berlin-Brandenburg wird gemeinsam durch die Senatsverwaltung für Wirtschaft, Energie und Betriebe des Landes Berlin und das Ministerium für Wirtschaft, Energie und Klimaschutz des Landes Brandenburg unterstützt sowie Mitteln der Europäischen Union kofinanziert.

## Geschichte
Der Businessplan-Wettbewerb Berlin-Brandenburg startete 1995 und ist damit der am längsten bestehende regionale Wettbewerb seiner Art in Deutschland. Damals noch unter dem Namen „Businessplan-Wettbewerb Berlin“ laufend, hatte der Wettbewerb in seinem ersten Durchgang 1995/96 22 Teilnehmer.
Seit 1998 ist der BPW offiziell ein Wettbewerb der beiden Länder Berlin und Brandenburg. Brandenburger Wettbewerbsteilnehmer wurden seitdem intensiv von der ILB unterstützt, die sich als Sponsor im BPW engagierte. Die ILB wechselte im Wettbewerb 2002 von der Sponsoren- in die Projektmanagementrolle.

## Angebote
Der BPW ist Deutschlands größte regionale Existenzgründungsinitiative. Der BPW wendet sich an alle, die eine Gründungsidee haben und deren Umsetzung in Berlin oder Brandenburg planen. Dabei spielt es keine Rolle, in welcher Branche die Geschäftsidee angesiedelt ist. Die kostenlosen Angebote des BPW können vollständig oder auch nur punktuell genutzt werden.
- Wissen – In Seminaren, Webinaren und Foren kann Grundwissen zu allen gründungsrelevanten Themen aufgebaut und vertieft werden.
- Netzwerk – Kontakte zum BPW-Netzwerk sowie zu Teilnehmern können auf zahlreichen Netzwerkveranstaltungen geknüpft werden.
- Wettbewerb – In drei Phasen können Gründer ihr Geschäftskonzept zur Bewertung einreichen. Eine Expertenjury prüft vertraulich das Geschäftskonzept anhand festgelegter Bewertungskriterien und gibt individuelles Feedback zur Optimierung. Die besten Konzepte werden mit Preisgeld in jeder Phase ausgezeichnet.[3]

Ein Einstieg ist jederzeit möglich, da in jeder Phase unabhängig geprüft und bewertet wird.

## Zwei Wege
Die Teilnehmer können wählen, ob sie ihr Geschäftskonzept im Rahmen des BPW als klassischen Geschäftsplan (BPW Plan) und/oder nach der Methode des Business Model Canvas (BPW Canvas) erstellen und einreichen.
BPW Plan – beinhaltet die Erstellung eines Geschäftsplans in drei Stufen die jeweils einen spezifischen inhaltlichen Schwerpunkt haben.
BPW Canvas – bietet die Erstellung eines Canvas-Modells, in dem alle unternehmensrelevanten Aspekte behandelt werden. Mit Hilfe von neun Komponenten erlaubt das Tool die schnelle Visualisierung von Geschäftskonzepten.

## Ablauf
Der BPW ist in drei Stufen Wettbewerbsstufen/-zyklen unterteilt:
BPW Plan
1. Stufe: Produkt/Dienstleistung und Gründerteam
2. Stufe: Marktanalyse und Marketing
3. Stufe: Unternehmen/Organisation und Finanzplanung/Finanzierung

Die Seminar- und Beratungsangebote sind inhaltlich auf die Schwerpunkte der jeweiligen Stufe zugeschnitten. Der Einstieg kann jederzeit erfolgen. Von Stufe zu Stufe steigen die Anforderungen an den Inhalt und den Umfang des Geschäftsplans, bis die Teilnehmer am Ende der dritten Stufe ein vollständiges Geschäftskonzept aus der ursprünglichen Idee entwickelt haben.
BPW Canvas
Es besteht die Möglichkeit, in einem oder mehreren der drei Zyklen ein Canvas-Modell zur Bewertung einzureichen. In allen drei Zyklen sind alle neun Komponenten zu bearbeiten und ein vollständiges Modell einzureichen.
Innerhalb des Wettbewerbs kann jederzeit zwischen den Methoden BPW Plan und BPW Canvas gewechselt werden.

## Auszeichnungen
In jeder der drei Wettbewerbsstufen/-zyklen wird ein Konzept ausgezeichnet. An eines der besten zehn Gründerteams wird zudem an den Prämierungsabenden ein Publikumspreis vergeben. Insgesamt vergibt der BPW Preisgelder in Höhe von mehr als 50.000 Euro.

## Teilnahmevoraussetzungen
Die Gründung des Unternehmens ist in Berlin und Brandenburg geplant oder erfolgt. Sofern das Unternehmen bereits besteht, liegt die Gründung nicht länger als 12 Monate vor dem Start des aktuellen BPW zurück. Sofern das Unternehmen älter ist, wird entweder ein neues Geschäftsfeld aufgebaut oder das Unternehmen wird im Rahmen der Nachfolge übernommen. Der Geschäftsplan bzw. das Canvas-Modell wurde eigenständig von den Teammitgliedern erstellt (keine Erstellung durch Unternehmensberatung etc.).

## Zahlen
Im Jahr 2024 nutzten 1442 Personen die kostenlosen Angebote des BPW. 449 Geschäftskonzepte wurden von 894 Teilnehmern in allen drei Phasen eingereicht. Seit 1995 entwickelten sich mehr als 2370 Unternehmen, die bis heute bestehen und über 19.292 Menschen in der Region beschäftigen.